# Eric Jespersen
Eric Albert Jespersen (Port Alberni, 18 de outubro de 1961) é um velejador canadense, medalhista olímpico. Ele competiu nos Jogos Olímpicos de Verão de 1992 na classe Star e conquistou a medalha de bronze ao lado de Ross MacDonald. Eles se tornaram campeões mundiais juntos em San Diego em 1994 e em Cascais em 1995.